# Dzithankow
Dzithankow – wieś w Armenii, w prowincji Szirak. W 2011 roku liczyła 1308 mieszkańców.